# Weismanizm-morganizm
Weismanizm-morganizm (ros. вейсмани́зм-моргани́зм) – termin wprowadzony przez propagandę radziecką na określenie głównego nurtu genetyki zapoczątkowanego przez biologów Weismanna i Morgana później będącego filarem neodarwinizmu . Kierunek ten, głosił, że istnieją niezmienne geny warunkujące dziedziczność, co było sprzeczne z interpretacją marksistowsko-leninowską, a także poglądami innych nurtów genetycznych, których przedstawiciele zarzucali mu powrót preformizmu. Miczurinowska biologia głosiła, że geny to wymysł, a weismanizm i morganizm wpycha naukę w objęcia idealizmu i metafizyki. Na sesji Wszechzwiązkowej Akademii Nauk Rolniczych imienia Lenina w lipcu-sierpniu 1948 roku przedstawiciele biologii miczurinowskej uznali, że teoria weismanizmu-morganizmu poniosła całkowitą klęskę, co dało początek rozprzestrzenieniu się miczurinizmu w wersji łysenkizmu w krajach bloku wschodniego na kilka do kilkunastu lat. Od twórcy genetyki, Gregora Mendla, czasem dodawany był także człon „mendelizm”.